# Rhododendron brachycarpum
Espèce
Rhododendron brachycarpum est une espèce de plantes à fleurs de la famille des Ericaceae et du genre Rhododendron.

## Description
Rhododendron brachycarpum est un arbrisseau à feuilles oblongues de couleur verte pouvant atteindre une hauteur de 3 m. Ses fleurs, de couleur blanche à rose pâle, s'épanouissent de juin à juillet.

## Nom vernaculaire
- Hakusan Shakunage, Japon

## Répartition
Rhododendron brachycarpum est une espèce endémique de l'Asie de l'Est. Elle est trouvée en Corée du Sud et au Japon.